# Награда „Милутин Ускоковић”
Награду „Милутин Ускоковић” додељују часопис „Међај” и Народна библиотека Ужице за најбољу необјављену савремену приповетку на српском језику у текућој години. Установљена је 1993. године ради промовисања књижевног стваралаштва у Србији и афирмације младих аутора.

## Историјат
Књижевна награда „Милутин Ускоковић” додељује се за најбољу необјављену причу на српском језику. Установљена је 1993. године одлуком редакције часописа „Међај” и Културно-просветне заједнице у Ужицу, а од 2003. године Награду додељују часопис „Међај” и Народна библиотека Ужице. На конкурсу, поред аутора из Србије, увек учествују аутори са бивших југословенских простора и из дијаспоре. Награда „Милутин Ускоковић” има традицију дугу више од две деценије.
Награда „Милутин Ускоковић” састоји се од повеље и новчаног износа за три најбоље приче, које се са још седам најуспешнијих радова објављују у часопису „Међај”.
У жирију за доделу Награде, поред вишеструко награђиваних писаца и критичара из ужичког краја Миленка Пајића, Драгана Јовановића Данилова, учествовали су и велики ауторитети савремене српске књижевности: Давид Албахари, Марко Недић, Александар Јовановић, Васа Павковић, Гојко Божовић, Бојана Стојановић Пантовић, Зоран Ђерић, Милан Орлић, Ненад Шапоња, Радивој Микић, Гојко Тешић.
Међу ауторима награђених и похваљених радова налазе се многа значајна имена домаће књижевности: Владан Матијевић, Љубица Арсић, Петар Арбутина, Сретен Угричић, Марина Костић, Ранко Рисојевић, Зоран Богнар, Звонка Газивода, Дејан Алексић, Јелена (Марковић) Лукић. Чињеница је да, поред афирмисаних писаца, жири често имао прилику да препозна књижевни квалитет младих аутора који ће касније бити овенчани наградама других књижевних конкурса, али и највећим државним књижевним наградама. У случају Владана Матијевића, Награда „Милутин Ускоковић” додељена 1999. године наговестила је Андрићеву награду 2000, а затим и Нинову 2003.

## Награђени аутори

### Од 1993. до 2000.
1993.
I награда: Драгиша Калезић из Земуна за приповетку „Толстој и гуштер”.
1994.
I награда: Миленко Пајић из Лучана за приповетку „Друштво срећних сањара”.
1995.
I награда: Предраг Радоњић из Ужица за приповетку „Отпадник”.
1996.
I награда: Милен Алемпијевић из Чачка за приповетку „Хронике”.
1997.
I награда: Љубиша Јовановић из Велике Плане за приповетку „Бубањ”.
1998.
I награда: Богислав Марковић из Новог Београда за приповетку „Снови, пепео”.
1999.
I награда: Владан Матијевић из Чачка за приповетку „Пролеће Филипа Кукавице”.
2000.
I награда: Радивој Шајтинац из Зрењанина за приповетку „Безгласно зачеће”.

### Од 2001. до 2010.
2001.
I награда: Јелена Марковић из Ужица за приповетку „Кашмир за кошмар”.
2002.
I награда: Милан Р. Симић из Велике Плане за приповетку „Бели свет”.
2003.
I награда: Зоран Богнар из Београда за приповетку „Политика масе илити јевтина забава за докона јутра”.
2004.
I награда: Милован Станковић из Београда за приповетку „Из књиге проповедника”.
2005.
I награда: Ратко Ж. Митровић из Београда за приповетку „Љепосава жено божја, шта ти би…”.
2006.
I награда: Стамен Миловановић из Ниша за приповетку „Јава, снови и сновиђење”.
2007.
I награда: Лаура Барна из Београда за приповетку „Парадокс”.
2008.
I награда: Иван М. Петровић из Кланице, Дивци код Ваљева за приповетку „Срећка Срећка Срећковића”.
2009.
I награда: Милан Јанковић из Пожаревца за приповетку „Срп над Еверестом”.
2010.
I награда: Бошко Ломовић из Горњег Милановца за приповетку „Картотека”.

### Од 2011. до 2020.
2011.
I награда: Славиша Обрадовић из Приједора за приповетку „Завршни аргументи”.
2012.
I награда: Милкица Милетић из Чачка за приповетку „Врша”.
2013.
I награда: Драган Ускоковић из Београда за приповетку „Камен”.
2014.
I награда: Момчило Бакрач из Врбаса за приповетку „Пресликавање”.
2015.
I награда: Александар М. Арсенијевић из Београда за приповетку „Василије и Василије”.
2016.
I награда: Милош Јововић из Београда за приповетку „Diziem Marta”.
2017.
I награда: Није додељена прва награда.
2018.
I награда: Момчило Бакрач из Врбаса за приповетку „Путовање, кавалири и пешаци”.
2019.
I награда: Славица Гароња из Београда за приповетку „Пашићева шест, мезанин десно”.
2020.
I награда: Жељко Марковић из Новог Сада за приповетку „Обични људи”.